# Vägen till Avonlea
Vägen till Avonlea (engelska: Road to Avonlea) är en kanadensisk dramaserie som sändes 1990-1996, var en samproduktion mellan Walt Disney Television och kanadensiska Sullivan Entertainment Inc.. Serien hade ett nyskrivet manus som byggde vidare på personer och material i den kanadensiska författaren Lucy Maud Montgomerys böcker om livet på Prince Edward Island i början av 1900-talet. I Sverige visades serien på TV4, med start 9 januari 1995.

## Handling
Sara en 11-årig flicka från Montréal som blir placerad av sin far hos släktingar i den lilla byn Avonlea på Prince Edward Island när han hamnar i bekymmer. Sara som är van med allt som en förnäm tillvaro i storstaden kan erbjuda får en del att anpassa sig till när hon hamnar ute på landet bland något enklare människor. Hon bor hos sina ogifta mostrar Hetty och Olivia i 'Rose cottage' och med sin livliga fantasi lyckas hon alltid hitta på något äventyr – ofta tillsammans med kusinerna Felix eller Felicity.

## Rollista i urval
- Sarah Polley – Sara Stanley
- Gema Zamprogna – Felicity King
- Zachary Bennett – Felix King
- Jackie Burroughs – Henrietta "Hetty" King
- Mag Ruffman – Olivia King
- Lally Cadeau – Janet King
- Cedric Smith – Alec King
- Harmony Cramp – Cecily King (som liten)
  - Molly Atkinson – Cecily King
- Michael Mahonen – Gus Pike
- R.H. Thomson – Jasper Dale
- Patricia Hamilton – Rachel Lynde
- Colleen Dewhurst – Marilla Cuthbert

## Om serien
Serien är löst baserad på ett antal av L.M. Montgomerys böcker, främst The Story Girl och The Golden Road, som båda berättar om karaktärerna Sara Stanley samt Felicity, Cicely och Felix King. Dessa karaktärers liv utspelade sig dock inte i Avonlea i böckerna, utan annorstädes på Prince Edward Island. Ett antal avsnitt och handlingar hämtades från berättelser som finns med i böckerna Grönkullagrannar: berättelser från Avonlea och Further Chronicles of Avonlea.